# Famille de Thoisy
La famille de Thoisy est une famille subsistante de la noblesse française, originaire de Bourgogne. Elle remonte sa filiation suivie à Perrin de Thoisy, dont les fils Laurent et Regnault de Thoisy furent anoblis en 1422 par le duc de Bourgogne,. Elle fut illustrée notamment par un évêque d'Auxerre et de Tournai, chancelier de Bourgogne en 1419, un amiral de Bourgogne en 1467, un lieutenant-général, gouverneur général des Antilles françaises de 1645 à 1647.
La descendance actuelle de cette famille est issue d'une branche naturelle légitimée en 1599.

## Histoire
La famille de Thoisy est originaire de Thoisy-Cipierre, aujourd'hui Thoisy-la-Berchère, près de Saulieu, en Bourgogne.
À partir du XVe siècle, on trouve plusieurs de ses membres au sein de la haute administration du duché de Bourgogne.
La famille de Thoisy a été admise à l'Association d'entraide de la noblesse française (ANF) en 1933.

## Généalogie simplifiée
- Perrin de Thoisy, mort avant 1387, aurait eu trois fils, dont les deux premiers furent les auteurs de deux branches[1] :
  - Laurent de Thoisy, seigneur de Varennes, mort en 1429, auteur de la branche de Torcy-et-Pouligny, éteinte vers 1700. Laurent de Thoisy fut anobli en 1422 par le duc de Bourgogne[1],[3].
  - Regnault de Thoisy, seigneur de Mimeure, mort le 29 septembre 1450, receveur général de Bourgogne en 1413, receveur des bailliages d'Autun et de Montcenis en 1418, auteur de la branche subsistante de Gamay et Thoisy. Regnault de Thoisy fut anobli en même temps que son frère Laurent en 1422 par le duc de Bourgogne[1],[3]. Il épouse en 1397 Marguerite Jugler, ils eurent pour fils[1],[2] :
    - Geoffroy de Thoisy, seigneur de Mimeure, bailli d'Auxois en 1462, ambassadeur à Rome en 1464, marié avec Bonne de Montcony, dont :
      - Hugues de Thoisy, seigneur de Féligny
      - Pierre de Thoisy, seigneur de Gamay et de Pantières. Il eut pour descendant Claude de Thoisy, seigneur de La Baulme, fils naturel de Jean de Thoisy et de Manguine Regnauld, qui reçut des lettres de légitimation en 1599[1],[3]. Charles de Thoisy, seigneur de La Baulme et de Rancy, fils de Claude, fut confirmé noble en 1662 avec dispense de rapporter ses titres de noblesse brulés dans un incendie, puis condamné pour usurpation de noblesse en 1668, mais maintenu noble par arrêt de 1669 et admis aux Etats de Bourgogne en 1688[1]. D'où descendance actuelle.

  - Jean de Thoisy, mort en 1433, évêque d’Auxerre en 1409, puis de Tournai en 1411

## Personnalités
- Laurent de Thoisy, gruyer de Bourgogne en 1413[1],[3]
- Jean de Thoisy, évêque d’Auxerre en 1409 puis de Tournai en 1411, chancelier du duc de Bourgogne de 1419 à 1422[1],[3]
- Geoffroy de Thoisy, seigneur de Mimeure, chambellan et amiral du duc de Bourgogne, bailli d'Auxois, qui fut plusieurs fois ambassadeur du duc de Bourgogne[1],[3]
- Hugues de Thoisy, seigneur de Féligny, conseiller et chambellan du duc de Bourgogne, bailli d'Autun et de Montcenis en 1452 puis d'Auxois en 1468[1],[3].
- Noël Patrocle de Thoisy, lieutenant général du roi aux iles de l'Amérique de 1645 à 1647
- Pierre de Thoisy Pilote automobile français

## Armes
- D'azur à trois glands d’or.

## Alliances
Les principales alliances de la famille de Thoisy sont : Jugler (1397), Rolin (1469), Bureau, de Noirefontaine, de Lauvaul, de Foudras (1522), du Creux (1600), des Moulins, de La Perrière, George (1631), de Paradin (1633), de La Menue (1669), du Bois (1675), Regnard (1687), de Montconis, d'Amanges, de Busseul, Lefebvre, de Thorel, de La Tour de Cressiat, Colin (1714), Henri (1720), d'Ambly (1741), de Beaurepaire (1782), du Bois d'Aisy, Guillaume de Chavaudon (1812), Dugon (1842), Richard de Soultrait (1848), Delahante (1869), Arthaud de La Ferrière (1879), Boluix (1895), etc.